# 米尔恰·卢切斯库
米尔恰·卢切斯库（Mircea Lucescu 羅馬尼亞語發音：[ˈmirt͡ʃe̯a luˈt͡ʃesku]，1945年7月29日—）是一位来自于罗马尼亚的前足球运动员与足球主教练，曾执教于聖彼得堡澤尼特。2017年，執教土耳其國家隊。

## 執教球隊榮譽
胡内多阿拉 Corvinul Hunedoara
- 罗马尼亚足球乙级联赛冠军：1979/1980

布加勒斯特迪纳摩 Dinamo București
- 罗马尼亚足球甲级联赛冠军：1989/1990
- 罗马尼亚杯冠军：1985/1986, 1989/1990

布雷西亚 Brescia
- 意大利足球乙级联赛冠军：1991/1992
- 英格兰-意大利杯冠军：1993/1994

布加勒斯特快速 Rapid București
- 罗马尼亚足球甲级联赛冠军：1998/1999
- 罗马尼亚杯冠军：1997/1998
- 罗马尼亚超级杯冠军：1999

加拉塔萨雷 Galatasaray SK
- 土耳其足球超级联赛冠军：2001/2002
- 欧洲超级杯冠军：2000

贝希克塔斯 Beşiktaş JK
- 土耳其足球超级联赛冠军：2002/2003

顿涅茨克矿工 FC Shakhtar Donetsk
- 乌克兰足球超级联赛冠军： 2004/2005, 2005/2006, 2007/2008, 2009/2010, 2010/2011, 2011/2012, 2012/2013, 2013/2014
- 乌克兰杯冠军：2003/2004, 2007/2008, 2010/2011, 2011/2012, 2012/2013, 2015/2016
- 乌克兰超级杯冠军：2005, 2008, 2010, 2012, 2013, 2014, 2015
- 欧洲联盟杯冠军：2008/2009